# Șincai
Șincai (węg. Mezősámsond) – wieś w Rumunii, w okręgu Marusza, w gminie Șincai. W 2011 roku liczyła 1133 mieszkańców.